# Dansmatta

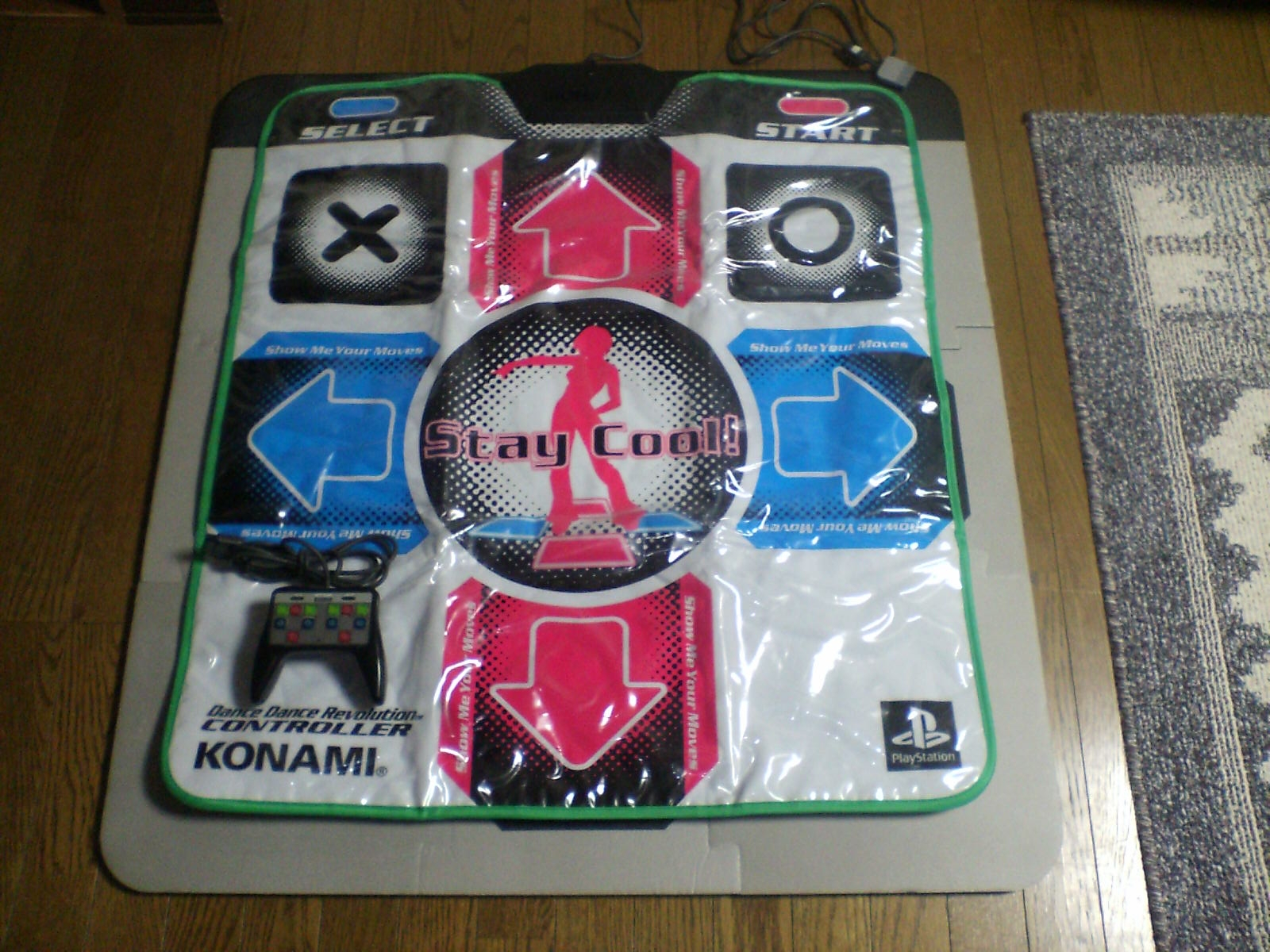
Dansmatta

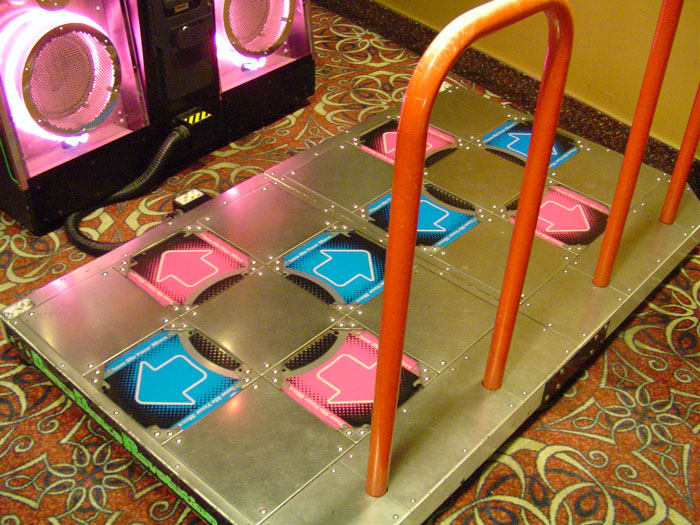
Dansplattorna till arkadversionen av Dance Dance Revolution är ett exempel på hårda dansmattor.

Dansmatta eller dansplatta är en form av spelkontroll som är det huvudsakliga styrmedlet i dansspel för hemmabruk. De är ofta uppdelade i 3x3 rutor som spelaren står på och där alla eller några motsvarar riktningar eller mekanismer i spelet. Dessa kopplas in i spelkonsolen eller datorn som en vanlig handkontroll. Ibland slår man ihop två dansmattor sida vid sida för särskilda spellägen.
Arkadspel såsom Dance Dance Revolution, In the Groove och Pump It Up använder stora hårda dansmattor i stål kopplade till arkadkabinettet, medan hemmaversioner till olika spelkonsoler ofta använder mjukare plastmattor.

## Användande i skolor
System där flera spelare kan spela samtidigt introducerades på brittiska skolor 2007 av företaget Cyber coach. Dessa system kan koppla ihop upp till 64 dansmattor trådlöst. Den största fördelen med detta är att det intresserar de som vanligtvis inte gillar träning. Från de skolor i Storbritannien som var först med att testa detta system har det kommit mycket bra kritik. Bland annat har skolorna poängterat att instruktören som finns med i systemet gör att de kan ordna kurser som de inte skulle ha råd med om de var tvungna att hyra en mänsklig kvalificerad tränare.

## Problem
Problem med kompatibilitet kan ofta uppstå om man försöker använda en dansmatta konstruerad för en konsol med en datorsimulator. De flesta adaptrarna från konsol- till datorspelskontroll registrerar vanligtvis inte om uppåt och nedåt, eller höger och vänster, trycks in samtidigt, trots att dessa inmatningar är vanliga "hopp" i dansspel. Detta kommer sig av att konsolspel vanligtvis inte behöver sådana inmatningar och att styrkorset på kontrollerna rent fysiskt inte brukar tillåta sådana inmatningar. På Stepmanias webbplats finns en sektion som rör adaptrars kompatibilitet.